# Миколай Румунський
Миколай Румунський (рум. Nicolae a României), уроджений Миколай Гогенцоллерн-Зігмарінген (нім. Nikolaus von Hohenzollern-Sigmaringen), під час позбавлення титулів у 1937—1942 роках Миколай Брана (рум. Nicolae Brana), ( 6 (18) серпня 1903 —  9 червня 1978) — румунський та німецький принц з дому Гогенцоллернів-Зігмарінгенів, син короля Румунії Фердинанда I та принцеси Великої Британії Марії Единбурзької, принц-регент Румунії у 1927—1930 роках за часів першого правління свого небожа Міхая I. Був двічі морганатично одруженим.
Займався автоперегонами. Двічі брав участь у гонці на витривалість 24 години Ле-Мана.
Залишив мемуари, видані у 1991 році.

## Біографія

### Молоді роки
Миколай народився 18 серпня 1903 року у  замку Пелеш в Карпатах. Він був четвертою дитиною та другим сином в родині кронпринца Румунії Фердинанда Гогенцоллерна-Зігмарінгена та його дружини Марії Единбурзької. Новонародженого охрестили за православним звичаєм. Хрещеним батьком став російський імператор Микола II. В родині хлопчика кликали Нікі. Мав старшого брата Кароля й сестер Єлизавету та Марію. 
Матір описувала Миколая як красивого хлопчика з подовженим носом, темно-синіми очима і нав'язливим, іноді майже жорстоким, поглядом. На її думку, дитиною він був незалежним, примхливим, навіть непередбачуваним, але дуже відкритим. Найближчі стосунки у нього склалися із сестрою Марією. В ранньому віці брав участь у кількох музичних вечорах, що влаштовувалися у замку Пелеш.

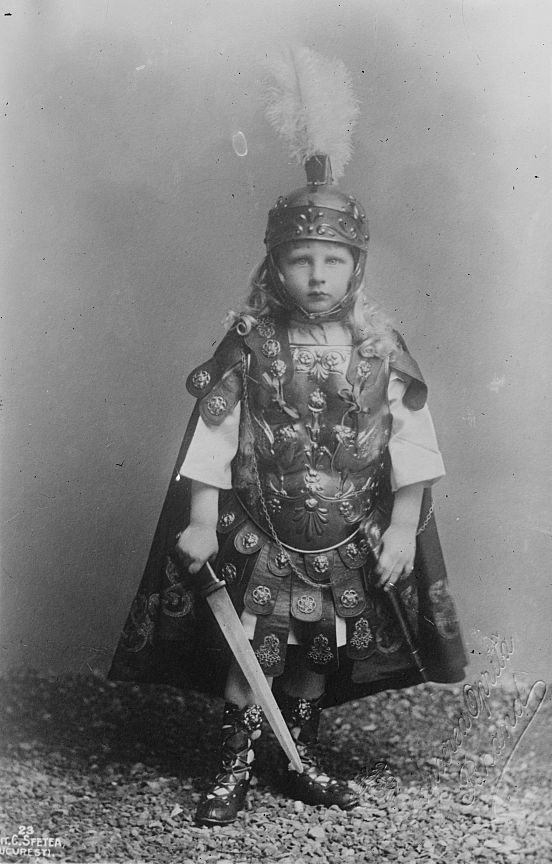
Принц Миколай в дитячому віці

Протягом наступних десяти років у Миколая з'явилась молодша сестра Ілеана та брат Мірча. 
Резиденціями родини були королівський замок Котрочень в Бухаресті та Пелішор в Карпатах поблизу Сіная. Більшу частину часу діти проводили на природі. Частково їхнім вихованням займалася двоюрідна бабуся Єлизавета Нойвидська, знайомлячи їх із казками, п'єсами та музикою. 
Восени 1914 року батько Миколая успадкував румунський престол, а у 1916 році країна вступила у Першу світову війну на боці Антанти. Їхні війська були швидко розбиті, і австрійська армія зайняла Бухарест. Королівський двір рятувався втечею у тил і розмістився в Яссах. Молодший брат Миколая помер перед самим від'їздом. Родина була змушена поховати його в околицях замка.
Для Румунії військові дії завершилася підписанням Бухарестського мирного договору. Після завершення Першої світової війни сімейство змогло повернутися додому. Після відмови старшого брата Кароля від прав престолонаслідування і до народження принца Міхая у 1921 році Миколай вважався спадкоємцем трону Румунії.
Початкову освіту принц здобував на батьківщині. З дитинства захоплювався медициною. У 1919 році відвідував Ітонський коледж у Великій Британії. Там він, забуваючи про лекції, став ентузіастом спорту в цілому і авіації зокрема. Також навчався у королівському воєнно-морському училищі в Уемблі. Кілька років провів за кордоном, навідуючи Румунію лише у відпустках. Після здобуття освіти, у 1923 році вступив до лав британського морського флоту. Кар'єра морського офіцера приваблювала його і він сподівався повторити професійні успіхи свого кузена Луї Маунтбеттена. Також вважався найкрасивішим принцом Європи.
У грудні 1925 року був змушений повернутися до країни внаслідок чергової відмови від прав брата Кароля. Був дуже засмучений у зв'язку із необхідністю покинути військову кар'єру. Подальші роки із виконанням державних обов'язків були для нього більше тягарем, ніж реалізацією потенціалу.
Після одруження старших сестер, Миколай ближче потоваришував з Ілеаною. У 1926 році вони разом супроводжували матір у її мандрівці Америкою. 

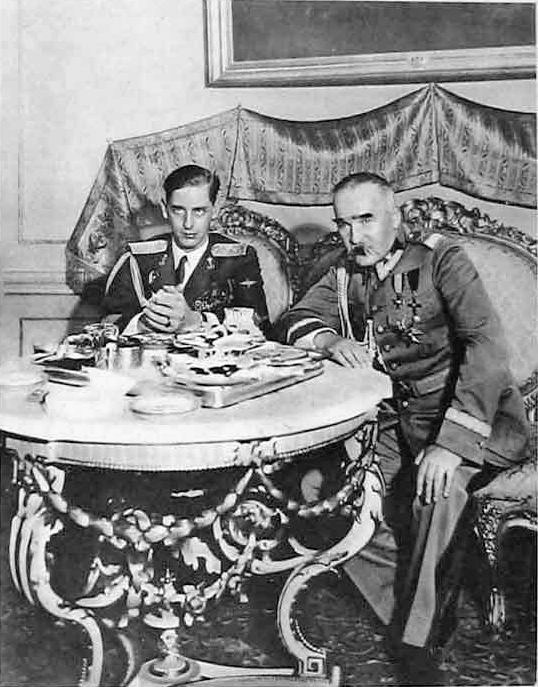
Миколай разом з Юзефом Пілсудським, 1931

Як член королівської сім'ї брав участь в різних урочистостях, очолював кілька спортивних та благодійних організацій. Політикою не цікавився.
У 1923 році був нетривало заручений з принцесою Іреною Грецькою. Його ім'я  також називали серед можливих наречених Єлизавети Глюксбург.

### Регентство
Після смерті батька влітку 1927 року увійшов до складу регентської ради при малолітньому небожі Міхаї разом із Георге Буздугаєм та патріархом Мироном. У 1929 році йому було присвоєне звання почесного академіка Румунської академії наук. Продовжував політику батька щодо співпраці із ліберальною партією. Намагався налагодити відносини із  опозиційною Національної селянською партією, залучивши її до формування уряду на чолі з Іоном Бретіану.
8 червня 1930 року його старший брат Кароль, який за кілька років перед цим зрікся прав на трон, повернувся до Румунії. Він змістив сина з престолу та вцарювався сам. Миколай від початку радів такому повороту справ, оскільки політика була йому не до вподоби, однак, дружба між братами виявилася нетривалою. 

### Перший шлюб
У 1931 році на сніданку в автомобільному клубі Миколай познайомився із Йоанною Думітреску-Долетті, одруженою з румунським політиком-лібералом Раду Савеану,, того дня чоловік її супроводжував. Державний діяч Костянтин Аржетуану змальовував її як жінку сумнівної краси, розумну та підступну. Із участю принца та чоловіка Йоанни виник скандал, останній вимагав розлучення. В якості нагороди Савеану був призначений консулом і відряджений до Брюсселя.  Після розлучення коханої Миколай запитав думку брата. Кароль порадив йому укласти шлюб без попереднього отримання його згоди, хоча члени королівської родини і мали питати дозволу монарха. 7 листопада 1931 Миколай побрався із Йоанною у Тохані, оскільки вона була донькою місцевого поміщика. Про їхнє весілля стало відомо за кілька тижнів. Кароль відмовився визнавати шлюб брата та звелів переписати державний реєстр одружень без згадування їхнього. Принцу вдалося зберегти копію вихідного регістра і він зажадав визнання шлюбу. Кароль натомість запропонував йому шестимісячне відрядження, яке щедро профінансував, сподіваючись, що брат передумає.
В Європі Миколай представляв всім свою дружину як принцесу Румунії. По поверненні Кароль наполіг на продовженні закордонних мандрів брата та відрядив його у липні 1932 року із офіційним візитом до Варшави.
Буваючи у Румунії, подружжя мешкало у палаці Снагов, закінченому у 1932 році, на березі однойменного озера у 40 кілометрах на північ від Бухаресту. У них часто збиралися політики, письменники та художники.

### Автоперегони

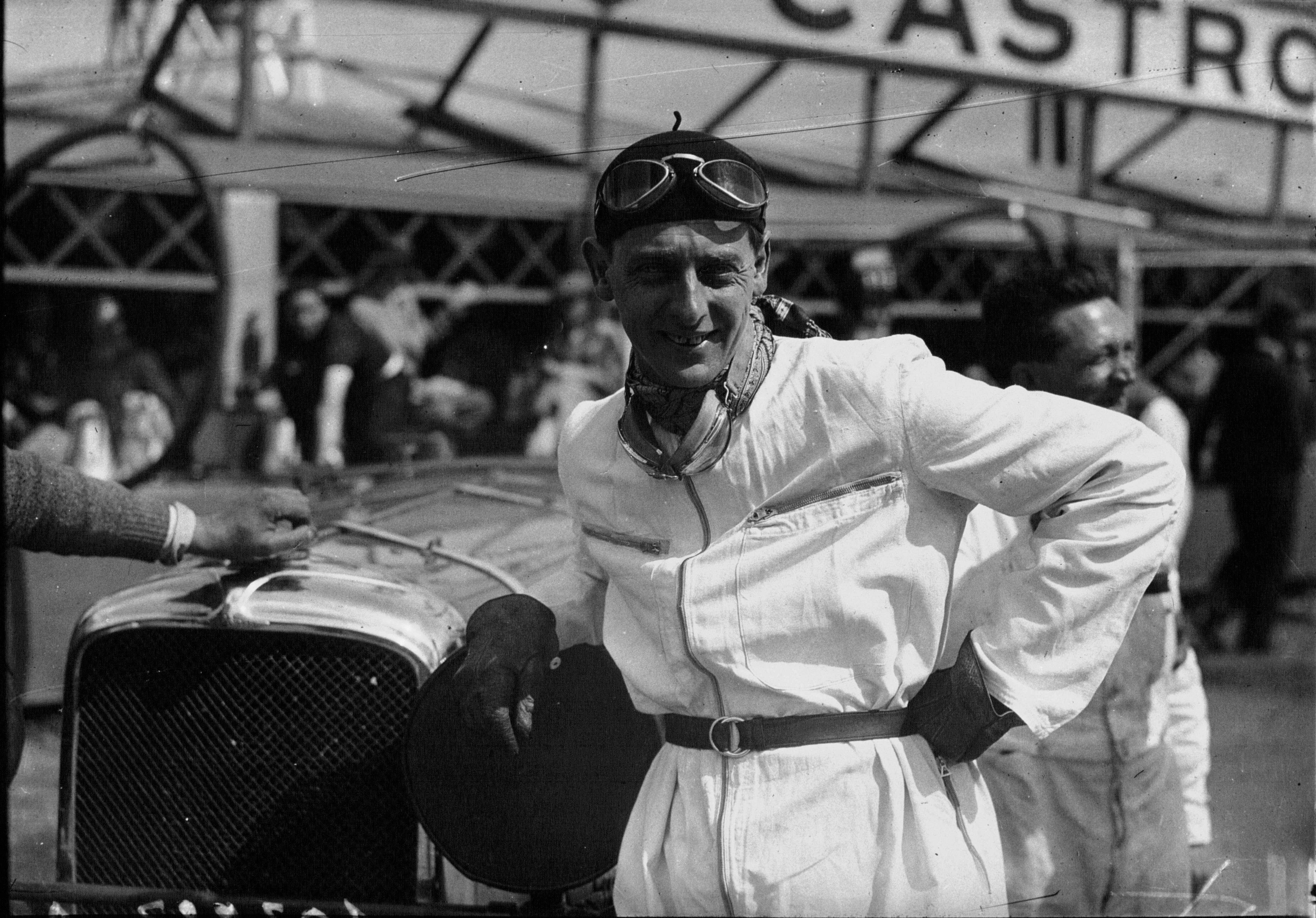
Миколай Румунський на 24 годинах Ле-Мана, 17 червня 1933

В цей період Миколай цікавився автоперегонами. У 1933 році він брав участь у 24 годинах Ле-Мана разом із італійцем Жозефом Каттанео на Duesenberg Model SJ. Екіпаж був дискваліфікований за надто ранню заправку. Того ж року принц був заявлений на Гран-прі Франції із автівкою Бугатті, однак на перегони не з'явився, як і на Гран-прі Дьєпа 1932 року. Наступного року був заявлений на 24 години Ле-Мана разом із Вітні Страйтом, однак участі знову не взяв. 
У 1935 році ще раз спробував себе на 24 годинах Ле-Мана на тому ж Duesenberg Model SJ, однак тепер в екіпажі з французом Емілем Бегіном. Вони зійшли з дистанції, пройшовши 38 кіл. 
11 серпня 1935 разом із Маріо Тадіні принц став четвертим на VIII автоперегонах Тарга Абруцці на трасі Пескара в Італії, пілотуючи Alfa Romeo 2300.

### Вигнання
У 1937 році Кароль вирішив видалити інших членів королівської родини з території Румунії. У випадку із Миколаєм, король використав як привід шлюб без його дозволу. Принц був позбавлений усіх титулів та привілеїв і висланий з країни протягом 8 днів. Більше на румунську землю він не ступав. Певний час користувався іменем Миколай Брана — за назвою улюбленого замку.
Разом із дружиною він оселився у Франції, згодом переїхав до Іспанії. Послідовно мав резиденції у Венеції, Лозанні та Мадриді. Політичною діяльністю не займався, аби не втратити грошову субсидію румунського уряду, яка забезпечувала йому гарне фінансове становище. Кілька разів робив спроби повернутися на батьківщину, але йому було відмовлено. Тим не менш, у 1942 році за наказом, опублікованим в «Офіційній газеті», він був повністю відновлений у своїх правах як члена королівської сім'ї.
В колах румунської еміграції користувався повагою та симпатією. Часто виступав на радіо. Брав участь у кількох спробах об'єднати румунських вигнанців. Робив свій внесок у фінансування проєктів, фондів та установ допомоги людям, яким вдалося втекти з Румунії на Захід. Також фінансував румунську бібліотеку у Фрайбурзі.
У квітні 1953 року єдиним із членів королівської родини був присутнім на похованні Кароля, який також помер в еміграції. За словами Миколая, він ненавидів брата більш за все на світі, однак визнавав родинний обов'язок.
Його дружина померла у 1963 році. Через певний час він узяв другий шлюб із бразильянкою Терезою Лісбоа Фегейра де Мелло. Від першого шлюбу вона мала чотирьох дорослих дітей. Весілля відбулося в Лозанні 13 липня 1967 року. Миколаю невдовзі виповнювалося 64 роки, наречена була на 10 років молодшою. Спільних дітей у них не було. Жило подружжя у Швейцарії. Миколай збирав антикваріат і залишив велику колекцію картин, порцеляни та срібла.
Помер принц 9 червня 1978 року. Похований на цвинтарі Пріллі у передмісті Лозанни. Заповідав перенести свій прах на батьківщину, однак цього не відбулося. Його архіви були передані Інституту Гувера в Каліфорнії. 

## Мемуари
Prințul Nicolae de Hohenzollern, În umbra coroanei României, Coord. Gheorghe Buzatu, Editura Moldova, Iași, 1991. ISBN 978-973-9032-22-3

## Нагороди
- Великий хрест ордену Кароля I (Румунське королівство) — анульовано;
- Орден Михая Хороброго 3-го класу (Румунське королівство);
- Великий хрест ордену Зірки Румунії (Румунське королівство) — анульовано;
- Орден Корони Румунії (Румунське королівство) — анульовано;
- Орден «За вірную службу» (Румунське королівство) — анульовано;
- Військова медаль чесноти (Румунське королівство) — анульовано;
- Великий хрест ордена дому Гогенцоллернів (Румунське королівство);
- Великий хрест ордену Білого лева (Чехія);
- Великий хрест ордену Святого Йоанна (Мальта);
- Великий хрест ордену Білого Орла (Польща);
- Великий хрест ордену Білого Орла (Сербія).

## Титули
- 6 серпня 1903—20 липня 1927 — Його Королівська Високість Принц Миколай Румунський, Принц Гогенцоллерн-Зігмарінген;
- 20 липня 1927—8 червня 1930 — Його Королівська Високість Принц Миколай, Принц-Регент Румунії;
- 8 червня 1930—9 квітня 1937 — Його Королівська Високість Принц Миколай Румунський;
- 9 квітня 1937—10 червня 1942 — Містер Миколай Брана;
- 10 червня 1942—9 червня 1978 — Його Світлість Принц Миколай Гогенцоллерн-Зігмарінген.